# Colman Doyle

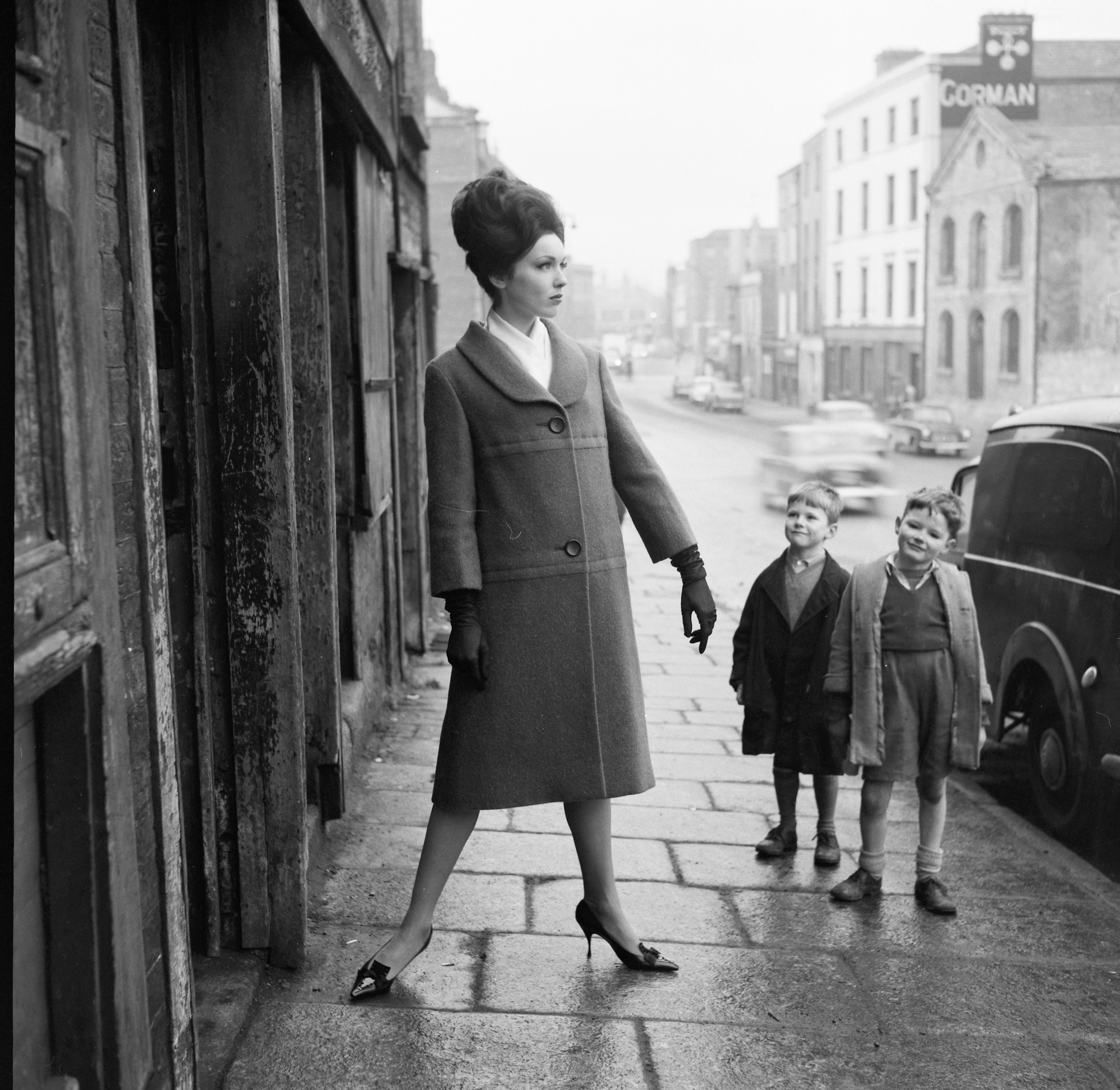
Een foto van Colman Doyle uit de vroege jaren zestig van een model in Dublin dat grote indruk maakt op twee jongetjes.

Colman Doyle (Dublin, 1932) is een voormalig Iers persfotograaf. Hij werkte vanaf 1951 voor The Irish Press, een krant die tot 1995 werd uitgegeven. Daarnaast werkte hij veertig jaar lang vanuit Ierland voor het Franse tijdschrift Paris Match. Met een foto van het paardenrennen tijdens de Tipperary Spring Water Chase won hij in 1988 de derde prijs van World Press Photo in de categorie sport. In 2006 maakte James Kelly een documentaire over zijn werk, Colman Doyle: Ábhar Machnaimh, waarin Doyle vertelt over zijn loopbaan en een aantal van zijn foto's van commentaar voorziet. Hij verkocht in dat jaar zijn verzameling van meer dan vijfentwintigduizend foto's aan de National Library of Ireland, die zijn werk in het nationaal fotoarchief opnam.

## Verzameld werk
- The People of Ireland (1971), uitg.: The Mercier Press
- All Changed: Fifty Years of Photographing Ireland (2005), met teksten van John Quinn, uitg.: University of Wisconsin Press